# ALARA
Pour les articles homonymes, voir Alara (homonymie).
Dans le domaine de la gestion des risques, ALARA est l'acronyme de l'expression anglophone « As Low As Reasonably Achievable » (« As Low As Reasonably Achievable » ; qui se traduirait en français par « Aussi bas que raisonnablement possible »).
C'est une des formes que peut prendre le principe de précaution dans le domaine de la toxicologie ou de la radioprotection, quand il y a conjointement « effet stochastique » et hypothèse LNT (hypothèse linéaire sans seuil) ou quand il y  a incertitude sur la relation dose-effet (incertitude par manque de connaissance, mais avec faisceaux de présomption ou indices forts de LNT, soit en raison de susceptibilités génétiques…)
Les gestionnaires de risques remplacent parfois le terme ALARA par l'expression « principe d'optimisation ».

## Définition
Dans les domaines où le risque existe lors d'exposition à de faibles doses, ou quelle que soit la dose (exposition interne à des radionucléides par exemple), le principe ALARA est appliqué par un industriel ou une organisation responsable d'un risque, quand et si toutes les dispositions raisonnablement possibles ont été mises en place pour réduire l'exposition d'individus (malades dans le cas d'application médicale radiologique) à un toxique ou à de la radioactivité… à un niveau aussi bas que raisonnablement possible. Le qualitatif raisonnablement  signifie que cela est entendu aux conditions économiques et sociales existant au moment où l'on parle dans le contexte du sujet. 

Ce principe peut concerner un industriel, une structure médicale (médecine nucléaire ou responsable). 
La notion peut éventuellement être étendue à des nuisances (bruit, poussière) et à l'exposition de l'environnement et non plus des seuls êtres humains. 
Elle n'est parfois mise en exergue que pour l'enfant, l'embryon ou le prématuré en raison d'une sensibilité plus élevée à certains risques. 
Elle peut concerner des cas particuliers, ou un pas de temps bref (lié à la décroissance radioactive rapide de certains isotopes radioactifs utilisés par la médecine).. par exemple pour l'éloignement de personnes à risque (femme enceinte, enfant) du corps d'un malade mort après traitement par la médecine nucléaire,.

## Domaines d'application
À titre d'exemple, il peut s'agir de :
- sécurité nucléaire et radiologique ;
- médecine nucléaire ;
- déchets radioactifs ;
- exposition à d'autres types de rayonnements (ex : rayons X (pour le radiologue), rayons cosmiques (pour les astronautes…) ;
- exposition à des nanoparticules ou à des toxiques industriels ;
- exposition au radon ou à son isotope, le thoron…